# Утинская волость
Утинская волость — административная единица в составе Свияжского уезда Казанской губернии. Волость существовала до 1781 года.

## История
По сведениям 1638 года в волость входили селения Шакулово, Бахтеярово, Керемели, Иша, Тюмерево, Верх. Уты, Карклы, Урум, Стар. Урум, Шатыки-Сирми, Тобурданово, Камыевы Поля .
По данным II ревизии 1747 г., в волости числились населённые пункты:
| Название           | Совр. название                                    | Совр. расположение |
| ------------------ | ------------------------------------------------- | ------------------ |
| Старая Бихтеярова  | Бахтиярово                                        | Янтиковский        |
| Новоя Бахтеярова   | Новое Бахтиярово                                  | Батыревский        |
| Кармалы            | Кармалы                                           | Янтиковский        |
| Темерева           | Тюмерево                                          | Янтиковский        |
| Карал Аксарина тож | Аксарино                                          | Канашский          |
| Средняя Шакулова   | Шакулово                                          | Канашский          |
| Верхняя Шакулова   | Каликово                                          | Канашский          |
| Верхняя Шакулова   | Юманзары                                          | Канашский          |
| Сатыкисермы        | Сядорга-Сирма                                     | Канашский          |
| Новый Урюм         | Новое Урюмово                                     | Канашский          |
| Старый Урум        | ныне не существует (в составе д. Старые Шальтямы) | Канашский          |
| Тобурданова        | Тобурданово                                       | Канашский          |
| Быбыть             | Починок-Быбыть                                    | Комсомольский      |
| Ута Камаева Поля   | Вудоялы                                           | Ибресинский        |
| Шаймурзина         | Шаймурзино                                        | Яльчикский         |
| Новоя Тинчурина    | Новое Тинчурино                                   | Яльчикский         |
| Новоя Ишина        | Новое Ишино                                       | Янтиковский        |
| Новоя Байметева    | ныне не существует (в составе д. Урмаево)         | Комсомольский      |
| Починок Инелев     | Починок-Инели                                     | Комсомольский      |
| Инелева (починок)  |                                                   |                    |
| Новоя Беляева      |                                                   |                    |
| Иштебенева         |                                                   |                    |
| Алькешева          | ныне не существует(в составе с. Шакулово)         | Канашский          |